# Ruben Gunawan
Ruben Gunawan (né à Jakarta le 17 avril 1968 – mort à Manado le 28 août 2005) est un joueur d'échecs indonésien, grand maître international depuis 1999.
Il remporte le championnat junior d'Asie en 1983 à Kuala Lumpur. Il participe au championnat du monde junior en 1984 et 1985.
Il représente l'Indonésie aux Olympiades d'échecs en 2000 et en 2004.
Il meurt d'une pneumonie en 2005.